# Кутелінью (футбольний клуб)
Кутелінью Футебул Клубе або просто Кутелінью (порт. Cutelinho Futebol Clube) — професіональний кабовердійський футбольний клуб з селища Моштейруш, на острові Фогу.

## Історія
Клуб було створено 8 жовтня 1983 року в селищі Моштейруш на острові Фогу. Вперше «Кутелінью» вишрав чемпіонат острова в 2003 році, крім цього, в 2002 році клуб здобув суперкубок острова, а в 2005 році ще й переміг у відкритому чемпіонаті острова.
Вперше клуб виступив у національному чемпіонаті 2003 року в граповому етапі разом з Батукуе, Пауленше, Академікою Операрією та Академікою Аеропорту, з якою зіграв останній матч в групі. Друге місце в групі гарантувало Кутелінью місце в півфіналі національного чемпіонату, де клуб зустрівся з ФК «Ультрамаріна» з острова Сан-Ніколау, перший матч команда програла з рахунком 0:2, а другий — було скасовано, тому «Кутелінью» вибув з турніру на стадії півфіналу, вони грали в групі B та фінішували на другому місці в групі з 11 набраними очками, дозволивши себе випередити Академіці ду Аеропорту.
В острівному чемпіонаті сезону 2013-14 років команда фінішувала другою з 36 набраними очками (їх випередила Академіка Фогу), в сезоні 2014-15 років фінішувала третьою з 35 очками, 18 січня в матчі з Паркуе Реал було зафіксовано розгромний рахунок 9:0 на користь Кутелінью, на цьому фоні рахунок 6:1 проти цього ж суперника на користь Кутелінью виглядав доволі помірним, цей матч відбувся 14 березня.
Нинішній сезон почався 7 листопада першим матчем і перемогою над Жувентуде з найбільшим за останні вісім років рахунком, матч, який відбувся 20 грудня, за участю Академіки став другим за результативністю нинішнього чемпіонату острова аж до 30 січня цього ж року, і зробив це два стати найрезультативнішим матчів, у першому матчі 10-го туру «Кутелінью» забили десять м'ячів у ворота Жувентуде і тепер цей матч став найрезультативнішим в Чемпіонаті острова Фогу, а «Кутелінью» займав перше місце в чемпіонаті протягом перших двох тижнів. «Кутелінью» в даний час посідає четверте місце після 10-го туру  з 17 очками (станом на кінець січня). Кутелінью має також найбільшу кількість забитих м'ячів цього сезону (33).
Клуб відзначив 25-річний ювілей в 2008 році, а 32-гу річницю з дня заснування команди — в 2015 році.
24 жовтня 2015 року клуб обрав Амарілду Баєшша новим головним тренером команди.

## Логотип
Логотип клубу має округлу форму, з зеленим обідком. На цьому обідку по колу можна прочитати назву клубу, кожне слово цієї назви відділене одне від одного невеликим яскраво-зеленими п'ятикутними зірками. В нижній частині обідка можна прочитати дату заснування клубу. На логотипі зображено маленький футбольний м'яч біля підніжжя острова на фоні великого футбольного м'яча синьо-блакитного кольору. Також великими літерами вказана більш коротка назва клубу — Cutelinho.

## Форма
Домашня форма клубу складається з біло-зеленої смугастої футболки (смуги розташовані горизонтально), чорних шортів та зелених шкарпеток. Виїзна форма клубу складається з білої футболки з жовтими рукавами, чорних шортів та зелених шкарпеток.

## Досягнення
- Чемпіонат острова Фогу: 1 перемога

2002/03
- Суперкубок острова Фогу з футболу: 1 перемога

2005
- Відкритий Чемпіонат острова Фогу з футболу: 1 перемога

2002

## Історія виступів у чемпіонатах та кубках

### Національний чемпіонат
| Сезон | Див. | Міс. | Іг. | В | Н | П | ЗМ | ПМ | РМ | О  | Примітки                          | Плей-оф     |
| ----- | ---- | ---- | --- | - | - | - | -- | -- | -- | -- | --------------------------------- | ----------- |
| 2003  | 1B   | 2    | 5   | 3 | 2 | 0 | 7  | 3  | +4 | 11 | Вихід до національного Чемпіонату | Півфіналіст |

### Чемпіонат острова
| Сезон   | Див. | Міс. | Іг. | В  | Н | П | ЗМ | ПМ | РМ  | О  | Кубок | Суперкубок | Примітки                          |
| ------- | ---- | ---- | --- | -- | - | - | -- | -- | --- | -- | ----- | ---------- | --------------------------------- |
| 2002-03 | 2    | 1    | -   | -  | - | - | -  | -  | -   | -  |       |            | Вихід до національного Чемпіонату |
| 2013-14 | 2    | 2    | 18  | 11 | 3 | 4 | 41 | 22 | +19 | 36 |       |            |                                   |
| 2014-15 | 2    | 3    | 18  | 11 | 2 | 5 | 49 | 23 | +22 | 35 |       |            |                                   |

## Деякі статистичні дані
- Найкраще досягнення: Півфіналіст
- Зіграних матчів: 6 (національний чемпіонат)
- Загальна кількість здобутих перемог: 3 (національний чемпіонат)
- Загальна кількість забитих м'ячів: 7 (національний чемпіонат)
- Загальна кількість набраних очок: 11 (національний чемпіонат)